# Л'Андрја (Белуно)
Л'Андрја (итал. L'Andria) је насеље у Италији у округу Белуно, региону Венето.
Према процени из 2011. у насељу је живело 66 становника. Насеље се налази на надморској висини од 1484 м.